# Max Werner (Musiker)

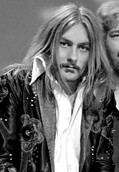
Max Werner (1974)

Max Werner, auch unter dem Spitznamen Max Werlerofzoiets (etwa: Werlerodersoetwas) bekannt, (* 29. Dezember 1953 in Hilversum; † 9. April 2024) war ein niederländischer Sänger und Schlagzeuger. Erste Erfolge hatte er in den 1970er-Jahren als Frontsänger der niederländischen Art-Rock-Band Kayak. Als Solokünstler wurde er vor allem durch den 1981 veröffentlichten Popsong Rain in May bekannt.

## Karriere
Max Werner war ab 1972 Frontsänger und Schlagzeuger der niederländischen Art-Rock-Band Kayak. 1979 gelang ihm mit der Band und dem Studioalbum Phantom of the Night eine Nummer-eins-Platzierung in den Niederlanden. Im selben Jahr brachte er mit Rainbows End sein erstes Studioalbum als Solokünstler heraus.
1981 veröffentlichte er sein zweites Soloalbum Seasons. Der daraus als Single ausgekoppelte Popsong Rain in May wurde sein bekanntestes Stück in seiner Solokarriere. Es erreichte im Herbst 1981 Platz zwei der deutschen Singlecharts und hielt sich 23 Wochen in der Hitparade. Im November 1983 gelang ihm mit dem Titel Roadrunner ein weiterer Erfolg, der sich in den Charts auf Rang 21 platzieren konnte. 1988 erschien sein drittes Album How Can It Be … Like This?. Im November 1993 war er Mitglied der Band Ekseption bei den Aufnahmen zu den beiden 1994 veröffentlichten Live-Alben The Reunion und Best of Ekseption. 1995 brachte er mit Not the Opera sein viertes und  letztes Soloalbum heraus.
2000 kehrte Max Werner zu der reformierten Band Kayak zurück, die sich 1981 aufgelöst hatte, um das Album Close to the Fire aufzunehmen. Im Herbst 2000 musste er aus gesundheitlichen Gründen die Band wieder verlassen. Er starb im April 2024 im Alter von 70 Jahren.

## Diskografie

### Soloalben
- 1979: Rainbows End
- 1981: Seasons
- 1988: How Can It Be … Like This?
- 1995: Not the Opera

### Singles
- 1979: Rainbows End
- 1981: Rain in May
- 1981: Like an Autumn-Leaf
- 1981: Summer in the City
- 1982: Stop and Start
- 1983: Roadrunner
- 1984: Throw the Dice
- 1985: Dim the Light
- 1986: And the Rain
- 1995: Fortissimo